# منشار حنق

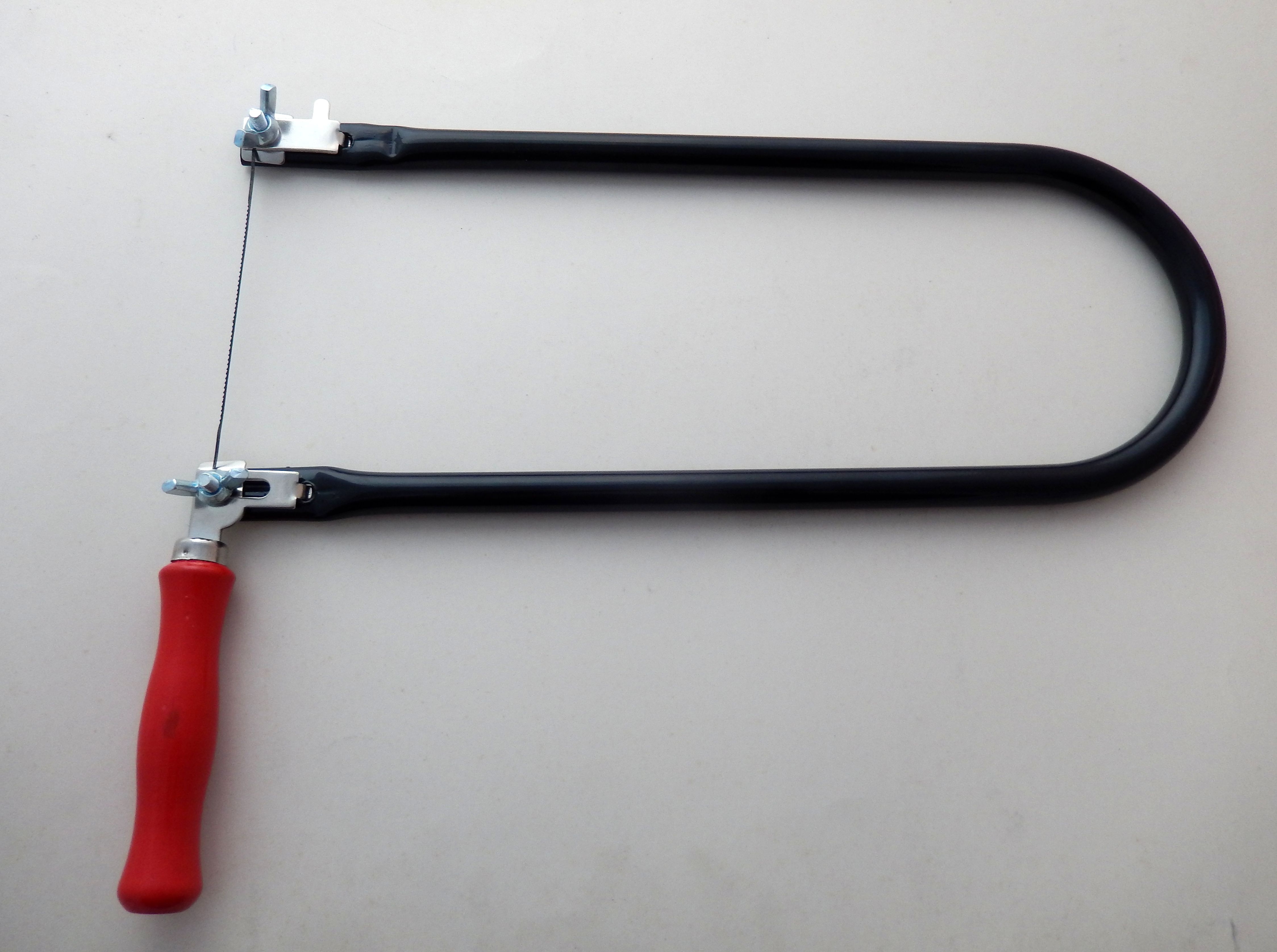
منشار الحنق

منشار الحنق أو منشار الزخرفة هو منشار مقوس يستخدم في أعمال قطع الخشب المعقدة والتي غالبًا ما تشتمل على منحنيات ضيقة. على الرغم من أن منشار التاقلم غالبًا ما يستخدم في أعمال مماثلة ، إلا أن منشار الحنق قادر على تشديد نصف قطره وعمل أكثر دقة. له مظهر مميز بسبب عمق إطاره (عادة ما يكون بين 10 و 20 بوصة (25 و 51 سـم) مع 5 بوصة (13 سـم) الشفرة تجعل هذه الأداة تبدو غير متناسبة إلى حد ما مقارنة بمعظم المناشير الأخرى.